# Símbolos de Kioto
Los símbolos de Kioto son los símbolos identitarios de la ciudad histórica de Kioto, Japón. Los símbolos oficiales actualmente son la bandera, el escudo y su versión abreviada (o sea el emblema) y el himno de la ciudad.

## Emblema
El emblema de la ciudad de Kioto (京都市の紋章は?) fue adoptado el 1 de enero de 1960 y es una versión estilizada del carácter "京" (Kyo) con una rueda del carro de la corte imperial que utiliza dos colores: dorado y morado, que simbolizan la antigua capital. La abreviatura es el emblema de la ciudad de Kioto, que se adoptó el 2 de octubre de 1891 y se utiliza como versión simple o "abreviada" tras el establecimiento el escudo de armas.

## Bandera
La bandera de la ciudad de Kioto fue adoptada el 1 de enero de 1960. Su diseño responde a una versión en miniatura del emblema de Kioto, rodeado por la interpretación arabesco de una rueda del carro de corte.

## Himno
El himno de la ciudad de Kioto fue adoptado oficialmente el 15 de julio de 1951. Su letra fue escrita por Osoji Fujiyama y la música fue compuesta por Saburo Moroi
| Original en japonés | Traducción al español |
| --- | --- |
| みどりの風に色はえて かおる都の花の宴 あおぐ山々うるわしく ながるる加茂の水清し ひかりの都わが京都 世界を結ぶ観光の 都世紀の花あかり 栄えいやます日のもとに 平和の鐘が鳴りわたる ひかりの都わが京都 歴史にめぐるあやにしき 虹の都の世をつぎし 永久のおもかげ代々のあと 新たにいまもしのばるる ひかりの都わが京都 | La fiesta de las flores de la capital está coloreada por la brisa verde y las montañas se agitan. La hermosa agua que fluye de Kamo es mi capital, Kioto, que es clara y brillante. Mi Kyoto, la ciudad de la luz, donde suena la campana de la paz bajo la flor del siglo, la ciudad del turismo que conecta al mundo. Kioto, la ciudad de la luz que sigue renaciendo tras generaciones de recuerdos eternos de la capital arcoíris rodeada de historia. |